# Francesco Giulio di Sassonia-Lauenburg
Francesco Giulio di Sassonia-Lauenburg (Ratzeburg, 13 settembre 1584 – Vienna, 8 ottobre 1634) fu un principe di Sassonia-Lauenburg.

## Biografia
Francesco Giulio era il figlio maschio maggiore di Francesco II, duca di Sassonia-Lauenburg, e della seconda moglie, Maria di Brunswick-Lüneburg, figlia a sua volta di Giulio, duca di Brunswick-Wolfenbüttel. La sua educazione, come quella dei fratelli e sorelle, fu discontinua e superficiale.
Il fratellastro maggiore, Augusto, succedette al padre nel 1619 come Duca di Sassonia-Lauenburg. Il 4 ottobre 1619 Francesco Giulio siglò un contratto con i fratelli maschi, mediante il quale riconobbero Augusto come unico governante del Ducato; a compensazione, egli ricevette Anker Manor come propria residenza ed un vitalizio annuo di 2 500 talleri.
Francesco Giulio prestò servizio come ciambellano alla corte imperiale di Vienna e gli vennero affidate numerose missioni diplomatiche da parte dell'imperatore Ferdinando II.
Quando suo fratello Augusto occupò Amt Neuhaus, un legato vedovile della madre di Francesco Giulio, quest'ultimo si oppose fortemente e la disputa continuò fino alla morte di Francesco Giulio. Per conto della propria famiglia, egli intraprese un'azione legale presso il Consiglio Aulico contro la città di Amburgo per il possesso del distretto e del castello di Ritzebüttel, l'attuale Cuxhaven.
Francesco Giulio morì nel 1634 a Vienna, probabilmente a causa della peste. Dal momento che sopravvisse ai propri figli e che non aveva altri eredi diretti, Anker Manor tornò nelle mani di Augusto.

## Matrimonio e discendenza
Il 14 maggio 1620 Francesco Giulio sposò Agnese (1592 - 1629), figlia di Federico I, duca di Württemberg. Ebbero sette figli, tutti morti in giovane età:
- Maria Francesca (1621 – 1621)
- Maria Sibilla (1622 – 1623)
- Federico Francesco (1623 – 1625)
- Giulio Francesco (1624 – 1625)
- Giovanna Giuliana (1626 – 1626)
- Francesco Ferdinando (1628 – 1629)
- Francesco Luigi (1629 – 1629)

## Antenati
|                                        |                                |                                   | Genitori                          |  |  | Nonni |  |  | Bisnonni                       |  |  | Trisnonni                        |  |
|                                        |                                |                                   |                                   |  |  |       |  |  | Magnus I di Sassonia-Lauenburg |  |  | Giovanni V di Sassonia-Lauenburg |  |
|                                        |                                |                                   |                                   |  |  |       |  |  | Magnus I di Sassonia-Lauenburg |  |  | Giovanni V di Sassonia-Lauenburg |  |
|                                        |                                | Dorotea di Hohenzollern           |                                   |  |  |       |  |  | Magnus I di Sassonia-Lauenburg |  |  |                                  |  |
| Francesco I di Sassonia-Lauenburg      |                                |                                   |                                   |  |  |       |  |  | Magnus I di Sassonia-Lauenburg |  |  |                                  |  |
|                                        |                                | Caterina di Braunschweig-Lüneburg | Enrico IV di Brunswick-Lüneburg   |  |  |       |  |  |                                |  |  |                                  |  |
|                                        |                                | Caterina di Braunschweig-Lüneburg | Enrico IV di Brunswick-Lüneburg   |  |  |       |  |  |                                |  |  |                                  |  |
|                                        |                                | Caterina di Braunschweig-Lüneburg | Caterina di Pomerania-Wolgast     |  |  |       |  |  |                                |  |  |                                  |  |
| Francesco II di Sassonia-Lauenburg     |                                | Caterina di Braunschweig-Lüneburg |                                   |  |  |       |  |  |                                |  |  |                                  |  |
|                                        |                                | Enrico IV di Sassonia             | Alberto III di Sassonia           |  |  |       |  |  |                                |  |  |                                  |  |
|                                        |                                | Enrico IV di Sassonia             | Alberto III di Sassonia           |  |  |       |  |  |                                |  |  |                                  |  |
|                                        |                                | Enrico IV di Sassonia             | Sidonia di Boemia                 |  |  |       |  |  |                                |  |  |                                  |  |
| Sibilla di Sassonia                    |                                | Enrico IV di Sassonia             |                                   |  |  |       |  |  |                                |  |  |                                  |  |
|                                        |                                | Caterina di Meclemburgo-Schwerin  | Magnus II di Meclemburgo-Schwerin |  |  |       |  |  |                                |  |  |                                  |  |
|                                        |                                | Caterina di Meclemburgo-Schwerin  | Magnus II di Meclemburgo-Schwerin |  |  |       |  |  |                                |  |  |                                  |  |
|                                        |                                | Caterina di Meclemburgo-Schwerin  | Sofia di Pomerania-Wolgast        |  |  |       |  |  |                                |  |  |                                  |  |
| Francesco Giulio di Sassonia-Lauenburg |                                | Caterina di Meclemburgo-Schwerin  |                                   |  |  |       |  |  |                                |  |  |                                  |  |
|                                        | Enrico V di Brunswick-Lüneburg | Enrico IV di Brunswick-Lüneburg   |                                   |  |  |       |  |  |                                |  |  |                                  |  |
|                                        | Enrico V di Brunswick-Lüneburg | Enrico IV di Brunswick-Lüneburg   |                                   |  |  |       |  |  |                                |  |  |                                  |  |
|                                        | Enrico V di Brunswick-Lüneburg | Caterina di Pomerania-Wolgast     |                                   |  |  |       |  |  |                                |  |  |                                  |  |
| Giulio di Brunswick-Lüneburg           | Enrico V di Brunswick-Lüneburg |                                   |                                   |  |  |       |  |  |                                |  |  |                                  |  |
|                                        |                                | Maria di Württemberg-Mömpelgard   | Enrico di Württemberg             |  |  |       |  |  |                                |  |  |                                  |  |
|                                        |                                | Maria di Württemberg-Mömpelgard   | Enrico di Württemberg             |  |  |       |  |  |                                |  |  |                                  |  |
|                                        |                                | Maria di Württemberg-Mömpelgard   | Elisabetta di Zweibrücken-Bitsch  |  |  |       |  |  |                                |  |  |                                  |  |
| Maria di Brunswick-Lüneburg            |                                | Maria di Württemberg-Mömpelgard   |                                   |  |  |       |  |  |                                |  |  |                                  |  |
|                                        |                                | Gioacchino II di Brandeburgo      | Gioacchino I di Brandeburgo       |  |  |       |  |  |                                |  |  |                                  |  |
|                                        |                                | Gioacchino II di Brandeburgo      | Gioacchino I di Brandeburgo       |  |  |       |  |  |                                |  |  |                                  |  |
|                                        |                                | Gioacchino II di Brandeburgo      | Elisabetta di Danimarca           |  |  |       |  |  |                                |  |  |                                  |  |
| Edvige di Brandeburgo                  |                                | Gioacchino II di Brandeburgo      |                                   |  |  |       |  |  |                                |  |  |                                  |  |
|                                        |                                | Edvige Iagellona                  | Sigismondo I Jagellone            |  |  |       |  |  |                                |  |  |                                  |  |
|                                        |                                | Edvige Iagellona                  | Sigismondo I Jagellone            |  |  |       |  |  |                                |  |  |                                  |  |
|                                        |                                | Edvige Iagellona                  | Barbara Zápolya                   |  |  |       |  |  |                                |  |  |                                  |  |
|                                        |                                | Edvige Iagellona                  |                                   |  |  |       |  |  |                                |  |  |                                  |  |